# 山羊角树属
山羊角树属（学名：Carrierea）是大风子科下的一个属，为落叶乔木植物。该属共有山羊角树（C. calycina）、贵州嘉丽树（C. dunniana）等3种，分布于中南半岛和中国西南部至中部。